# Keith Curle
Keith Curle (Bristol, 14 novembre 1963) è un allenatore di calcio ed ex calciatore inglese, di ruolo centrocampista.

## Carriera
Ha legato la sua carriera in particolare alle maglie del Manchester City e del Wolverhampton Wanderers.
Quando nel 1991 lasciò il Wimbledon FC per il Manchester City per 2,5 milioni di sterline, quello fu il costo maggiore per un difensore.
Dall'ottobre 2007 al marzo 2010 è allenatore in seconda del Crystal Palace. Il 3 marzo 2010, assieme a Neil Warnock (primo allenatore) passa ai Queens Park Rangers, sempre con il ruolo di allenatore in seconda.

## Statistiche

### Statistiche da allenatore
Statistiche aggiornate al 4 febbraio 2021.
| Stagione                | Squadra                 | Campionato              | Campionato | Campionato | Campionato | Campionato | Coppe nazionali | Coppe nazionali | Coppe nazionali | Coppe nazionali | Coppe nazionali | Coppe continentali | Coppe continentali | Coppe continentali | Coppe continentali | Coppe continentali | Altre coppe | Altre coppe | Altre coppe | Altre coppe | Altre coppe | Totale | Totale | Totale | Totale | % Vittorie | Piazzamento |
| Stagione                | Squadra                 | Comp                    | G          | V          | N          | P          | Comp            | G               | V               | N               | P               | Comp               | G                  | V                  | N                  | P                  | Comp        | G           | V           | N           | P           | G      | V      | N      | P      | %          | Piazzamento |
| ----------------------- | ----------------------- | ----------------------- | ---------- | ---------- | ---------- | ---------- | --------------- | --------------- | --------------- | --------------- | --------------- | ------------------ | ------------------ | ------------------ | ------------------ | ------------------ | ----------- | ----------- | ----------- | ----------- | ----------- | ------ | ------ | ------ | ------ | ---------- | ----------- |
| ott. 2002-2003          | Mansfield Town          | SD                      | 26         | 8          | 5          | 13         | FACup+CdL       | 1+0             | 0               | 0               | 1               | -                  | -                  | -                  | -                  | -                  | FLT         | -           | -           | -           | -           | 27     | 8      | 5      | 14     | 29,63      | Sub. 23º    |
| 2003-2004               | Mansfield Town          | TD                      | 46+3       | 22+1       | 9+1        | 15+1       | FACup+CdL       | 4+1             | 2+0             | 1+0             | 1+1             | -                  | -                  | -                  | -                  | -                  | FLT         | 1           | 0           | 0           | 1           | 55     | 25     | 11     | 19     | 45,45      | 5º          |
| ago.-nov. 2004          | Mansfield Town          | FL2                     | 17         | 6          | 5          | 6          | FACup+CdL       | 0+1             | 0               | 0               | 1               | -                  | -                  | -                  | -                  | -                  | FLT         | 2           | 0           | 1           | 1           | 20     | 6      | 6      | 8      | 30,00      | Eson.       |
| Totale Mansfield Town   | Totale Mansfield Town   | Totale Mansfield Town   | 89+3       | 36+1       | 19+1       | 34+1       |                 | 7               | 2               | 1               | 4               |                    | -                  | -                  | -                  | -                  |             | 3           | 0           | 1           | 2           | 102    | 39     | 22     | 41     | 38,24      |             |
| 2005-feb. 2006          | Chester City            | FL2                     | 32         | 9          | 9          | 14         | FACup+CdL       | 4+1             | 2+0             | 1+0             | 1+1             | -                  | -                  | -                  | -                  | -                  | FLT         | 2           | 1           | 0           | 1           | 39     | 12     | 10     | 17     | 30,77      | Eson.       |
| feb.-giu. 2007          | Torquay Utd             | FL2                     | 15         | 2          | 4          | 9          | FACup+CdL       | -               | -               | -               | -               | -                  | -                  | -                  | -                  | -                  | FLT         | -           | -           | -           | -           | 15     | 2      | 4      | 9      | 13,33      | Sub. 24º    |
| feb.-giu. 2012          | Notts County            | FL1                     | 16         | 10         | 3          | 3          | FACup+CdL       | -               | -               | -               | -               | -                  | -                  | -                  | -                  | -                  | FLT         | -           | -           | -           | -           | 16     | 10     | 3      | 3      | 62,50      | Sub. 7º     |
| 2012-feb. 2013          | Notts County            | FL1                     | 29         | 11         | 10         | 8          | FACup+CdL       | 3+1             | 1+0             | 1+1             | 1+0             | -                  | -                  | -                  | -                  | -                  | FLT         | 2           | 1           | 0           | 1           | 35     | 13     | 12     | 10     | 37,14      | Eson.       |
| Totale Notts County     | Totale Notts County     | Totale Notts County     | 45         | 21         | 13         | 11         |                 | 4               | 1               | 2               | 1               |                    | -                  | -                  | -                  | -                  |             | 2           | 1           | 0           | 1           | 51     | 23     | 15     | 13     | 45,10      |             |
| set. 2014-2015          | Carlisle Utd            | FL2                     | 38         | 14         | 5          | 19         | FACup+CdL       | 1+0             | 0               | 0               | 1               | -                  | -                  | -                  | -                  | -                  | FLT         | 1           | 0           | 1           | 0           | 40     | 14     | 6      | 20     | 35,00      | Sub. 20º    |
| 2015-2016               | Carlisle Utd            | FL2                     | 46         | 17         | 16         | 13         | FACup+CdL       | 5+3             | 2+1             | 2+2             | 1+0             | -                  | -                  | -                  | -                  | -                  | FLT         | 1           | 0           | 0           | 1           | 55     | 20     | 20     | 15     | 36,36      | 10º         |
| 2016-2017               | Carlisle Utd            | FL2                     | 46+2       | 18+0       | 17+1       | 11+1       | FACup+CdL       | 2+2             | 1+1             | 0+1             | 1+0             | -                  | -                  | -                  | -                  | -                  | FLT         | 4           | 3           | 0           | 1           | 56     | 23     | 19     | 14     | 41,07      | 6º          |
| 2017-2018               | Carlisle Utd            | FL2                     | 46         | 17         | 13         | 16         | FACup+CdL       | 5+2             | 2+0             | 2+1             | 1+1             | -                  | -                  | -                  | -                  | -                  | FLT         | 3           | 1           | 0           | 2           | 56     | 20     | 16     | 20     | 35,71      | 10º         |
| Totale Carlisle Utd     | Totale Carlisle Utd     | Totale Carlisle Utd     | 176+2      | 66+0       | 51+1       | 59+1       |                 | 20              | 7               | 8               | 5               |                    | -                  | -                  | -                  | -                  |             | 9           | 4           | 1           | 4           | 207    | 77     | 61     | 69     | 37,20      |             |
| nov. 2018-2019          | Northampton Town        | FL2                     | 36         | 13         | 15         | 8          | FACup+CdL       | 1+0             | 0               | 0               | 1               | -                  | -                  | -                  | -                  | -                  | FLT         | 4           | 2           | 1           | 1           | 41     | 15     | 16     | 10     | 36,59      | Sub. 15º    |
| 2019-2020               | Northampton Town        | FL2                     | 37+3       | 17+2       | 7+0        | 13+1       | FACup+CdL       | 5+1             | 3+0             | 1+0             | 1+1             | -                  | -                  | -                  | -                  | -                  | FLT         | 4           | 1           | 1           | 2           | 50     | 23     | 9      | 18     | 46,00      | 7º          |
| 2020-2021               | Northampton Town        | FL1                     | 0          | 0          | 0          | 0          | FACup+CdL       | 0+0             | 0               | 0               | 0               | -                  | -                  | -                  | -                  | -                  | FLT         | 0           | 0           | 0           | 0           | 0      | 0      | 0      | 0      | —          | in corso    |
| Totale Northampton Town | Totale Northampton Town | Totale Northampton Town | 73+3       | 30+2       | 22+0       | 21+1       |                 | 7               | 3               | 1               | 3               |                    | -                  | -                  | -                  | -                  |             | 8           | 3           | 2           | 3           | 91     | 38     | 25     | 28     | 41,76      |             |
| Totale carriera         | Totale carriera         | Totale carriera         | 458        | 167        | 120        | 171        |                 | 43              | 15              | 13              | 15              |                    | -                  | -                  | -                  | -                  |             | 24          | 9           | 4           | 11          | 525    | 191    | 137    | 197    | 36,38      |             |

## Palmarès

### Giocatore

#### Competizioni nazionali
- English Football League Trophy: 1

Bristol City: 1985-1986
- Full Members Cup: 1

Reading: 1987-1988